# Johann Fleckh
Johann Anton Fleckh (16. května 1822 Grunberg u Riegersburgu – 27./28. února 1876 Kirchbach in Steiermark) byl rakouský právník, jazykovědec a politik německé národnosti, v 2. polovině 19. století poslanec Říšské rady.

## Biografie
Narodil se v Grunberg u Riegersburgu ve Štýrsku. Pocházel z rolnické rodiny. Studoval práva na univerzitě ve Štýrském Hradci, kde roku 1847 získal titul doktora práv. Již během revolučního roku 1848 suploval výuku státovědy za profesora Schreinera, který pobýval ve Frankfurtu. Byl aktivní jako předák studentského výboru. Byl autorem četných politických letáků. Prosazoval zřízení zemského školského výboru. Po porážce revoluce byl roku 1849 propuštěn ze státních služeb. Pracoval pak v advokacii.
Po obnovení ústavní vlády se zapojil do parlamentní politiky. Od roku 1861 byl poslancem Štýrského zemského sněmu, v němž zasedal až do roku 1876 a zastupoval městskou kurii, obvod Judenburg. Zemský sněm ho roku 1861 delegoval i do Říšské rady (tehdy ještě volené nepřímo) za Štýrsko (městská kurie). K roku 1861 se uvádí jako advokát, bytem ve Štýrském Hradci. V Říšské radě se zasadil o přijetí zákona o obecných školách.
V letech 1867–1875 byl členem zemského výboru a vedl v něm školský referát. Zasedal rovněž v zemské školské radě. V letech 1875–1876 působil jako notář v Kirchbachu. Byl znalcem jazyků, obzvláště se zabýval výzkumem štýrského nářečí. Zasloužil se o školské reformy v této korunní zemi.